# Michael Langer
Michael Langer (Bregenz, 6 gennaio 1985) è un calciatore austriaco, portiere dello Schalke 04.

## Carriera

### Club

#### Stoccarda
Langer ha cominciato la carriera con la maglia dello Stoccarda. Il 28 marzo 2005 ha giocato la prima partita in Regionalliga, con lo Stoccarda II: è stato schierato titolare nella sconfitta per 4-2 in casa del Pfullendorf. Il 10 settembre 2005 si è accomodato in panchina per la prima volta in carriera in Bundesliga, in occasione del pareggio interno per 1-1 contro l'Arminia Bielefeld. Il 10 marzo 2007 ha esordito nella massima divisione locale, schierato titolare nel pareggio a reti inviolate contro il Wolfsburg. Al termine di quella stessa stagione, lo Stoccarda si è laureato campione di Germania. Langer è rimasto in forza al club per un'ulteriore stagione, senza mai scendere in campo.

#### Friburgo
A gennaio 2008, Langer è stato messo sotto contratto dal Friburgo, in 2. Bundesliga. Ha giocato la prima partita in squadra il 3 marzo, nel pareggio interno per 1-1 contro il Magonza. L'anno seguente, nel campionato 2008-2009, ha ricoperto il ruolo di secondo portiere: il Friburgo ha conquistato la promozione in Bundesliga, in virtù del 1º posto finale. L'austriaco è rimasto in forza alla squadra anche per l'annata successiva, in cui non è mai stato impiegato.

#### FSV Francoforte
Nel 2010, Langer ha firmato per l'FSV Francoforte, con cui si è alternato tra prima squadra e squadra riserve. Il 18 settembre 2010 ha disputato la prima partita per l'FSV Francoforte II, nella sconfitta interna per 0-1 contro il Greuther Fürth II. Il 15 aprile 2011 ha invece esordito in prima squadra, schierato titolare nella vittoria per 2-1 sul Monaco 1860. Langer è rimasto in squadra per un biennio, totalizzando 7 presenze tra i titolari e 12 per le riserve, subendo rispettivamente 14 e 20 reti.

#### Sandhausen
Nel 2012, Langer è stato ingaggiato dal Sandhausen, in 2. Bundesliga. Ha debuttato con questa casacca il 9 novembre dello stesso anno, schierato titolare nella sconfitta interna per 1-6 contro l'Hertha Berlino: Langer è stato espulso al 64º, sul parziale di 0-2. Rimasto in forza al club per una sola stagione, ha totalizzato 8 presenze, in cui ha subito 14 reti. Il Sandhausen ha chiuso al 17º posto in graduatoria.

#### Vålerenga
Il 31 marzo 2014, i norvegesi del Vålerenga hanno ufficializzato sul proprio sito internet l'ingaggio di Langer, che si è trasferito al nuovo club a parametro zero. Pochi giorni più tardi, il 12 aprile successivo, ha allora esordito in Eliteserien, schierato titolare nel pareggio per 1-1 maturato sul campo dell'Haugesund. Ha totalizzato 28 presenze in campionato nel corso di quella stagione, che il Vålerenga ha chiuso al 7º posto finale.
Nel mese di luglio 2015, Langer ha subito un infortunio che lo avrebbe tenuto lontano dai campi da gioco per almeno sei settimane. A causa della contemporanea assenza del portiere di riserva Lars Hirschfeld, convocato dal Canada per la Gold Cup 2015, il Vålerenga ha chiesto ed ottenuto una deroga per tesserare un nuovo calciatore, nonostante il calciomercato fosse chiuso. La squadra ha così ingaggiato Otto Fredrikson con la formula del prestito, valido sino al 28 luglio. Si è svincolato al termine del campionato 2015. Langer ha totalizzato complessivamente 46 presenze con questa casacca, subendo 80 reti.

#### Tampa Bay Rowdies
Libero da vincoli contrattuali, Langer ha firmato per gli statunitensi dei Tampa Bay Rowdies in data 1º febbraio 2016. Non ha giocato alcuna partita in squadra, limitandosi a 15 apparizioni in panchina tra tutte le competizioni, fino al luglio successivo.

#### IFK Norrköping
Il 21 luglio 2016, gli svedesi dell'IFK Norrköping hanno reso noto sul loro sito internet d'aver ingaggiato Langer, a cui si è legato con un accordo fino al termine della stagione. La squadra era in cerca di un portiere dopo il grave infortunio a David Mitov Nilsson, sostituito dal giovane Andreas Vaikla prima dell'arrivo di Langer. Il 10 luglio 2017, l'IFK Norrköping ha comunicato con una nota ufficiale che il contratto di Langer, in scadenza nello stesso mese, non sarebbe stato rinnovato.

#### Schalke 04
Il 4 agosto 2017, lo Schalke 04 ha reso noto d'aver ingaggiato Langer, che ha firmato un contratto biennale col club.

### Nazionale
Con l'Austria Under-21, Langer ha partecipato alla campagna di qualificazione al campionato europeo di categoria 2006, senza però mai scendere in campo. Il 16 maggio 2006 ha giocato l'unica partita con questa selezione, schierato titolare nella vittoria per 2-3 in amichevole contro la Germania Under-20, in una sfida disputatasi a Bautzen.

## Statistiche

### Presenze e reti nei club
Statistiche aggiornate al 4 agosto 2017.
| Stagione                  | Club                      | Campionato                | Campionato | Campionato | Coppe nazionali | Coppe nazionali | Coppe nazionali | Coppe continentali | Coppe continentali | Coppe continentali | Supercoppe | Supercoppe | Supercoppe | Totale | Totale |
| Stagione                  | Club                      | Comp                      | Pres       | Reti       | Comp            | Pres            | Reti            | Comp               | Pres               | Reti               | Comp       | Pres       | Reti       | Pres   | Reti   |
| ------------------------- | ------------------------- | ------------------------- | ---------- | ---------- | --------------- | --------------- | --------------- | ------------------ | ------------------ | ------------------ | ---------- | ---------- | ---------- | ------ | ------ |
| 2004-2005                 | Stoccarda II              | RL                        | 5          | -11        | -               | -               | -               | -                  | -                  | -                  | -          | -          | -          | 5      | -11    |
| 2005-2006                 | Stoccarda II              | RL                        | 20         | -27        | -               | -               | -               | -                  | -                  | -                  | -          | -          | -          | 20     | -27    |
| 2006-2007                 | Stoccarda II              | RL                        | 3          | -5         | -               | -               | -               | -                  | -                  | -                  | -          | -          | -          | 3      | -5     |
| Totale Stoccarda II       | Totale Stoccarda II       | Totale Stoccarda II       | 28         | -43        |                 | -               | -               |                    | -                  | -                  |            | -          | -          | 28     | -43    |
| 2005-2006                 | Stoccarda                 | BL                        | 0          | 0          | CG              | 0               | 0               | CU                 | -                  | -                  | -          | -          | -          | 0      | 0      |
| 2006-2007                 | Stoccarda                 | BL                        | 1          | 0          | CG              | 0               | 0               | -                  | -                  | -                  | -          | -          | -          | 1      | 0      |
| 2007-2008                 | Stoccarda                 | BL                        | 0          | 0          | CG              | 0               | 0               | UCL                | 0                  | 0                  | -          | -          | -          | 0      | 0      |
| Totale Stoccarda          | Totale Stoccarda          | Totale Stoccarda          | 1          | 0          |                 | 0               | 0               |                    | 0                  | 0                  |            | -          | -          | 1      | 0      |
| gen.-giu. 2008            | Friburgo                  | 2L                        | 13         | -18        | CG              | -               | -               | -                  | -                  | -                  | -          | -          | -          | 13     | -18    |
| 2008-2009                 | Friburgo                  | 2L                        | 1          | -1         | CG              | 1               | -3              | -                  | -                  | -                  | -          | -          | -          | 2      | -4     |
| 2009-2010                 | Friburgo                  | BL                        | 0          | 0          | CG              | 0               | 0               | -                  | -                  | -                  | -          | -          | -          | 0      | 0      |
| Totale Friburgo           | Totale Friburgo           | Totale Friburgo           | 14         | -19        |                 | 1               | -3              |                    | -                  | -                  |            | -          | -          | 15     | -22    |
| 2008-2009                 | Friburgo II               | RL                        | 3          | -4         | -               | -               | -               | -                  | -                  | -                  | -          | -          | -          | 3      | -4     |
| 2009-2010                 | Friburgo II               | RL                        | 8          | -6         | -               | -               | -               | -                  | -                  | -                  | -          | -          | -          | 8      | -6     |
| Totale Friburgo II        | Totale Friburgo II        | Totale Friburgo II        | 11         | -10        |                 | -               | -               |                    | -                  | -                  |            | -          | -          | 11     | -10    |
| 2010-2011                 | FSV Francoforte           | 2L                        | 5          | -10        | CG              | 0               | 0               | -                  | -                  | -                  | -          | -          | -          | 5      | -10    |
| 2011-2012                 | FSV Francoforte           | 2L                        | 0          | 0          | CG              | 2               | -4              | -                  | -                  | -                  | -          | -          | -          | 2      | -4     |
| Totale FSV Francoforte    | Totale FSV Francoforte    | Totale FSV Francoforte    | 5          | -10        |                 | 2               | -4              |                    | -                  | -                  |            | -          | -          | 7      | -14    |
| 2010-2011                 | FSV Francoforte II        | RL                        | 7          | -8         | -               | -               | -               | -                  | -                  | -                  | -          | -          | -          | 7      | -8     |
| 2011-2012                 | FSV Francoforte II        | RL                        | 5          | -12        | -               | -               | -               | -                  | -                  | -                  | -          | -          | -          | 5      | -12    |
| Totale FSV Francoforte II | Totale FSV Francoforte II | Totale FSV Francoforte II | 12         | -20        |                 | -               | -               |                    | -                  | -                  |            | -          | -          | 12     | -20    |
| 2012-2013                 | Sandhausen                | 2L                        | 8          | -14        | CG              | 0               | 0               | -                  | -                  | -                  | -          | -          | -          | 8      | -14    |
| 2014                      | Vålerenga                 | ES                        | 28         | -50        | CN              | 3               | -7              | -                  | -                  | -                  | -          | -          | -          | 31     | -57    |
| 2015                      | Vålerenga                 | ES                        | 14         | -22        | CN              | 1               | -1              | -                  | -                  | -                  | -          | -          | -          | 15     | -23    |
| Totale Vålerenga          | Totale Vålerenga          | Totale Vålerenga          | 42         | -72        |                 | 4               | -8              |                    | -                  | -                  |            | -          | -          | 46     | -80    |
| feb.-lug. 2016            | TB Rowdies                | NASL                      | 0          | 0          | OC              | 0               | 0               | -                  | -                  | -                  | -          | -          | -          | 0      | 0      |
| lug.-dic. 2016            | IFK Norrköping            | A                         | 13         | -19        | CS              | -               | -               | UCL                | -                  | -                  | -          | -          | -          | 13     | -19    |
| gen.-lug. 2017            | IFK Norrköping            | A                         | 15         | -19        | CS              | 6               | -8              | -                  | -                  | -                  | -          | -          | -          | 21     | -27    |
| Totale IFK Norrköping     | Totale IFK Norrköping     | Totale IFK Norrköping     | 28         | -38        |                 | 6               | -8              |                    | -                  | -                  |            | -          | -          | 34     | -46    |
| 2017-2018                 | Schalke 04                | BL                        | 0          | 0          | CG              | 0               | 0               | -                  | -                  | -                  | -          | -          | -          | 0      | 0      |
| Totale                    | Totale                    | Totale                    | 149        | -216       |                 | 13              | -23             |                    | 0                  | 0                  |            | -          | -          | 162    | -239   |

## Palmarès

### Club

#### Competizioni nazionali
- Campionato tedesco: 1

Stoccarda: 2006-2007
- Campionato tedesco di seconda divisione: 2

Friburgo: 2008-2009
Schalke 04: 2021-2022